# WR 12
WR 12 (V378 Velorum) là tên của một hệ sao đôi thị giác nằm trong một chòm sao phương nam tên là Thuyền Phàm. Nó có một sao Wolf-Rayet một ngôi sao sáng khác với loại quang phổ chưa được xác định. Khoảng cách của nó với chúng ta là khoảng xấp xỉ 11000 năm ánh sáng. Ngôi sao Wolf-Rayet đó là một trong những ngôi sao sáng nhất từng được biết đến.
Quang phổ của WR 12 bị ngôi sao Wolf-Rayet đó chi phối và vạch quang phổ của ni-tơ bị ion hóa là mạnh nhất còn của NV thì rất là yếu. Còn các vạch của HeI thì mạnh hơn các vạch HeII. Vạch quang phổ của hydro thì mạnh một cách bất thường dẫn đến quang phổ của nó là WN8h còn vạch của CIV thì gần như là không xuất hiện. Nó được cho là một ngôi sao loại O nhưng bằng chứng là các vạch quang phổ điển hình của nó thì vẫn chưa được phát hiện.
Hệ sao này sản sinh ra sự che khuất cứ mỗi 24 ngày tàn mờ đi độ sáng là 0,12. Các ngôi sao thì không phụ thuộc vào nhau nên nó được phân loại là hệ sao đôi hình elip kiểu Algol. Độ nghiêng quỹ đạo của nó là khoảng 78,8 độ nhưng quỹ đạo hoàn chỉnh thì vẫn chưa có được do ngôi sao thành phân kia bị che khuất hoàn toàn.
Khối lượng của ngôi sao nhìn thấy được là khoảng 30 lần khối lượng mặt trời với bán kính gấp 16,38 lần. Hệ sao phát sáng với độ sáng gấp 955000 lần mặt trời và nhiệt độ hiệu dụng nơi quang cầu của ngôi sao Wolf-Rayet ấy là 44700 Kelvin.

## Dữ liệu hiện tại
Theo như quan sát, đây là hệ sao nằm trong chòm sao Thuyền Phàm và dưới đây là một số dữ liệu khác:
Xích kinh 08h 44m 47.293s
Độ nghiêng –45° 58′ 55.46″
Cấp sao biểu kiến 10.78
Cấp sao tuyệt đối –6.68 {{nowrap|(–6.5 + –5.5
Loại quang phổ WN8h
Giá trị thị sai 0,31 +/- 0,26 mas